# Ludwik Zielonka
Ludwik Zielonka herbu Jastrzębiec (ur. 1835, zm. 19 listopada 1897 we Lwowie) – uczestnik walk o zjednoczenie Włoch, powstaniec styczniowy, zesłaniec syberyjski, działacz społeczny i gospodarczy
Kapitan, uczestnik kampanii włoskiej w 1860, oficer oddziału Mariana Langiewicza w 1863, dowódca oddziału walczącego w bitwach pod Depułtyczami (5 sierpnia 1863) i Fajsławicami (25 sierpnia 1863) na Lubelszczyźnie. Wzięty do niewoli, więziony był w Cytadeli Warszawskiej. Skazany 2 listopada 1863 na 8 lat ciężkich robót na Syberii.
W 1882 współzałożyciel a następnie działacz Towarzystwa Kółek Rolniczych we Lwowie. Był także redaktorem jego organu prasowego "Przewodnika Kółek Rolniczych" w latach 1889-1897.
W marcu 1887 został oskarżony przez innego powstańca i zesłańca – Ludwika Żychlińskiego o obrazę czci, gdyż posądził go o donosicielstwo poparte słowami m.in. Mikołaja Epsteina i Benedykta Dybowskiego.
Pozostawił po sobie wspomnienia z okresu pobytu na Syberii, wydane po raz pierwszy w 1886, a następnie w 1906.
Pochowany we Lwowie na Cmentarzu Łyczakowskim w Kwaterze Powstańców Powstania Styczniowego (w rzędzie XII).

## Rodzina
Urodził się w rodzinie ziemiańskiej. Syn Antoniego i Tekli z Jankowskich. Ożenił się w 1870. Miał córkę Jadwigę żonę Mieczysława Sędzimira. Był chrzestnym Zygmunta Mężyńskiego (1887–1940), syna Leonarda Mężyńskiego, powstańca styczniowego i sybiraka.